# Linda Zetjiri
Linda Zetchiri (bulgarsk: Линда Зечири) (født 27. juli 1987) er en badmintonspiller fra Bulgarien. Hun konkurrerede ved de europæiske lege i Baku 2015 og ved Sommer-OL 2016 i damesingle.